# لويس بيري
لويس بيري (بالإنجليزية: Louis Berry)‏ هو محامي أمريكي، ولد في 9 أكتوبر 1914 في الإسكندرية في الولايات المتحدة، وتوفي في 3 مايو 1998 في لافاييت في الولايات المتحدة.